# Myriam Southwell
Myriam Southwell es una doctora en Ciencias de la Educación de Argentina, ha ocupado varios cargos ejecutivos en el área de Educación en el gobierno nacional.

## Trayectoria
Obtuvo su título de grado de profesora y licenciada de Ciencias de la Educación en la Universidad Nacional de La Plata, realizó su postgrado en Ciencias Sociales en la FLACSO y su doctorado en la Universidad de Essex, Inglaterra.
La tesis doctoral se tituló Discursos pedagógicos en la Argentina Post-dictatorial (1983-1999) y fue distinguida por la Fundación Antorchas con un Reentry Grant que permitía el retorno de becarios al país.
Ocupó varios cargos en el Ministerio de Educación de Argentina y actualmente se desempeña como investigadora en el Área Educación y ejerce como coordinadora del proyecto de Políticas Educativas Comparadas y en las actividades de formación e investigación dentro del convenio de FLACSO con la Unión de Educadores de la provincia de Córdoba. Además es Profesora Titular de la cátedra Historia de la Educación Argentina y Latinoamericana de la Facultad de Humanidades y Ciencias de la Educación, Universidad Nacional de La Plata.
Escribió varios libros, entre ellos Psicología experimental y ciencias de la educación: notas de historia y fundaciones y El profesorado universitario en ciencias de la educación: un análisis genealógico de la conformación del campo pedagógico en la Universidad Nacional de La Plata  editados por la Universidad Nacional de La Plata y además para la editora Casa San Pablo publicó Investigación social: herramientas teóricas y análisis político de discurso